# Centro Espacial Nacional Británico
El Centro Espacial Nacional Británico (BNSC, en inglés British National Space Centre) fue un organismo gubernamental británico encargado de coordinar las actividades espaciales civiles en el Reino Unido. Fue reemplazado el 1 de abril de 2010 por la Agencia Espacial del Reino Unido.

## Estructura
La BNSC operaba en forma voluntaria en los diez departamentos de gobierno británico y los organismos y consejos de investigación. La porción civil del programa espacial británico enfocada en la Ciencia espacial, observación terrestre, telecomunicaciones satelitáles, y navegación global (e.g. GPS y Galileo), la última versión de la estrategia espacial civil del Reino Unido, la cual definió las metas de BSNC fue publicada en febrero de 2008. Increíblemente la BSNC tuvo una política contra los vuelos espaciales con tripulación humana, y no colaboró con la Estación Espacial Internacional.

## Contratación de los acuerdos
A diferencia de otras agencias espaciales en otros países la BSNC no asumió todas las responsabilidades y funciones que son correspondientes a ellas, el cuerpo de servidores de la BSNC no se extendió más allá de las 30 personas; el departamento de negociaciones, innovación y habilidades (BIS, Business Innovation and Skills) fue el departamento hospedador del primero y proporcionó la política central de personal, incluida la del director general, el último en ocupar este cargo fue, el Dr. David Williams, quién fue el primero en haber sido nombrado externamente y no dentro del departamento hospedador. Gran parte del presupuesto de la BSNC de £268 millones fue aportado por el Departamento de Comercio e Industria (hasta 2007), o por la asociación en lugar de la BSNC, y alrededor de las tres cuartas partes de ese presupuesto se dirigían directamente a la Agencia Espacial Europea, el personal de BNSC representó al Reino Unido en los asuntos de los distintos programas de la ESA (Agencia espacial Europea) y en su consejo de administración, en 2004 el presupuesto de la BSNC fue de aproximadamente unas £500,000 (US$1 millón).